# Sappy
Sappy는 대한민국의 걸 그룹 레드벨벳의 두 번째 일본 미니 앨범으로, 2019년 5월 29일에 발매되었다.